# Distrito de La Huaca
El distrito de La Huaca es uno de los siete que conforman la provincia de Paita ubicada en el departamento de Piura en el norte del Perú. Limita por el norte con los distritos de Amotape, Tamarindo y la provincia de Sullana; por el sur con la provincia de Piura; por el este con la provincia de Sullana y; por el oeste con los distritos de Paita y El Arenal.
Desde el punto de vista jerárquico de la Iglesia católica, forma parte de la arquidiócesis de Piura.

## Historia
Fue creado mediante Decreto del 21 de junio de 1825, dado por el Libertador Simón Bolívar.

## Geografía
Se ubica al este de la misma, 
Se encuentra ubicado sobre los 22 m s. n. m., tiene una extensión territorial de 599,51 km cuadrados y posee una población de 10 594 habitantes. El terreno del distrito es muy accidentado y presenta tablazos y llanuras muy extensas, contando también con su litoral con el Pacífico.

## División administrativa
El distrito contiene las siguientes localidades:
- Buena Ventura
- Pucusula
- Villa Santa Ana La Huaca
- Villa Viviate
- El Portón
- Nomara
- Miraflores
- 31 de Octubre-Fátima
- Santa Rosa
- Macacará
- Piura-Paita

## Autoridades

### Municipales
- 2015-2018[2]
  - Alcalde: José Gabriel Talledo Peña, del Movimiento Fuerza Provincial Paiteña (FPP).
  - Regidores: Cecilia Mercedes Ayón Castillo (FPP), Dorsi Otero Chiroque (FPP), Pedro Nolasco Navarro García (FPP), Luciano Trelles Flores (FPP) y Abel Fernando Adrianzen Ramos (Alianza para el Progreso).
- 2012-2015[2]
  - Alcalde: Juan Carlos Acaro Talledo, del Movimiento Fuerza Provincial Paiteña (FPP).[3]
  - Regidores: Ibi Talledo Talledo (FPP), Manuel Venni Palomino Mauricio (FPP), José María Távara Vega (FPP), Rosa Isabel Coronado Miñan (FPP), Isela Price Albán (Partido Aprista Peruano).
- 2023-2026[2]
  - Alcalde: Jhonny Atoche Ruiz, del Partido Frente de La Esperanza 2021.[3]
  - Regidores: Justo Lorenzo Chiroque Mendoza (FE2021), Olgi Nicol de los Milagros Vilela Guevara (FE2021), Sergio Manuel Cáceres Talledo (FE2021), Darwin Orlando Acaro Rojas (FR), Maria Ines Carrasco Nizama (FR).

### Policiales
- Comisario: Sargento PNP .

### Religiosas
- Arquidiócesis de Piura[4]
  - Arzobispo: Mons. José Antonio Eguren Anselmi SCV.[5]
- Parroquia 
  - Párroco: Pbro. Luis Tume Periche

## Atractivos turísticos

### Urbanos
- Casa natal de Luis Felipe Agurto
- Casa natal de Luciano Castillo Colonna
- Casa Chalet o Palomar

### Capilla de las Ánimas del Descarrilamiento

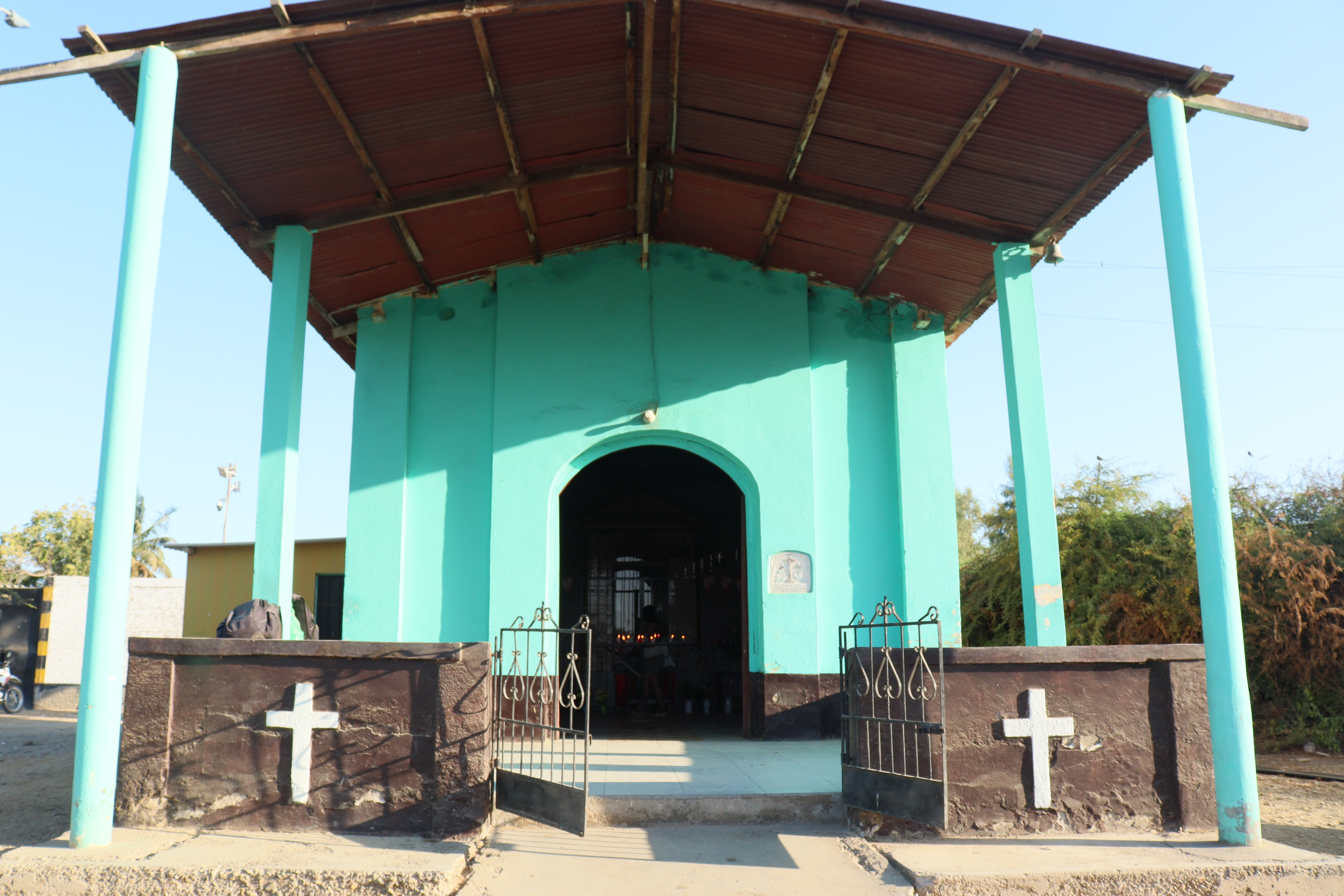
Capillas de las Ánimas del Descarrilamiento.

Es una pequeña capilla que se encuentra al lado de la carretera Paita-Sullana. En su interior se encuentra una lápida en honor a las personas que murieron en el descarrilamiento en el año 1886, también una imagen del Cristo de las Ánimas o de la Buena Muerte alumbrado por velas que se encuentran en un candelabro antiguo.

#### Historia
El 12 de enero de 1886, a 2 km de La huaca, se descarriló un tren que se desplazaba de Paita a Sullana y transportaba a un gran número de soldados y oficiales. El accidente se debió a que un toro se encontraba tendido en medio de los rieles, justo en el límite de las haciendas “La Chira” y “Valdivia”. Como resultado del desastre fallecieron 4 oficiales y 18 individuos de tropa y 46 soldados quedaron heridos de gravedad.
Las tropas se encontraban en el tren para luchar en las disputas internas entre el revolucionario General Andrés Avelino Cáceres y el Gobierno constituido por el General Iglesias. Es incorrecta la afirmación de que el tren transportaba a tropas que luchaban contra los chilenos, ya que con el Tratado de Ancón (20 de octubre de 1883) se puso fin a la guerra con Chile. 
El alcalde de La Huaca de aquel entonces, Manuel Otero, dio muestras de colaboración y de civismo a través de la contratación de dos individuos para que fueran a dejar el equipaje a la ciudad de Sullana, gastos por velación de cadáveres, compra de algarroba para alimentar a la caballería. Los aguadores del pueblo también tuvieron un rol importante ayudando al ejército, pues se encargaron de lavar a los muertos, llevar hasta Piura a las bestias de la artillería y otros equipos.  Estos huaqueños fueron don Mercedes Arica, Manuel Nima, Antonio Morán y don Jesús Morán.

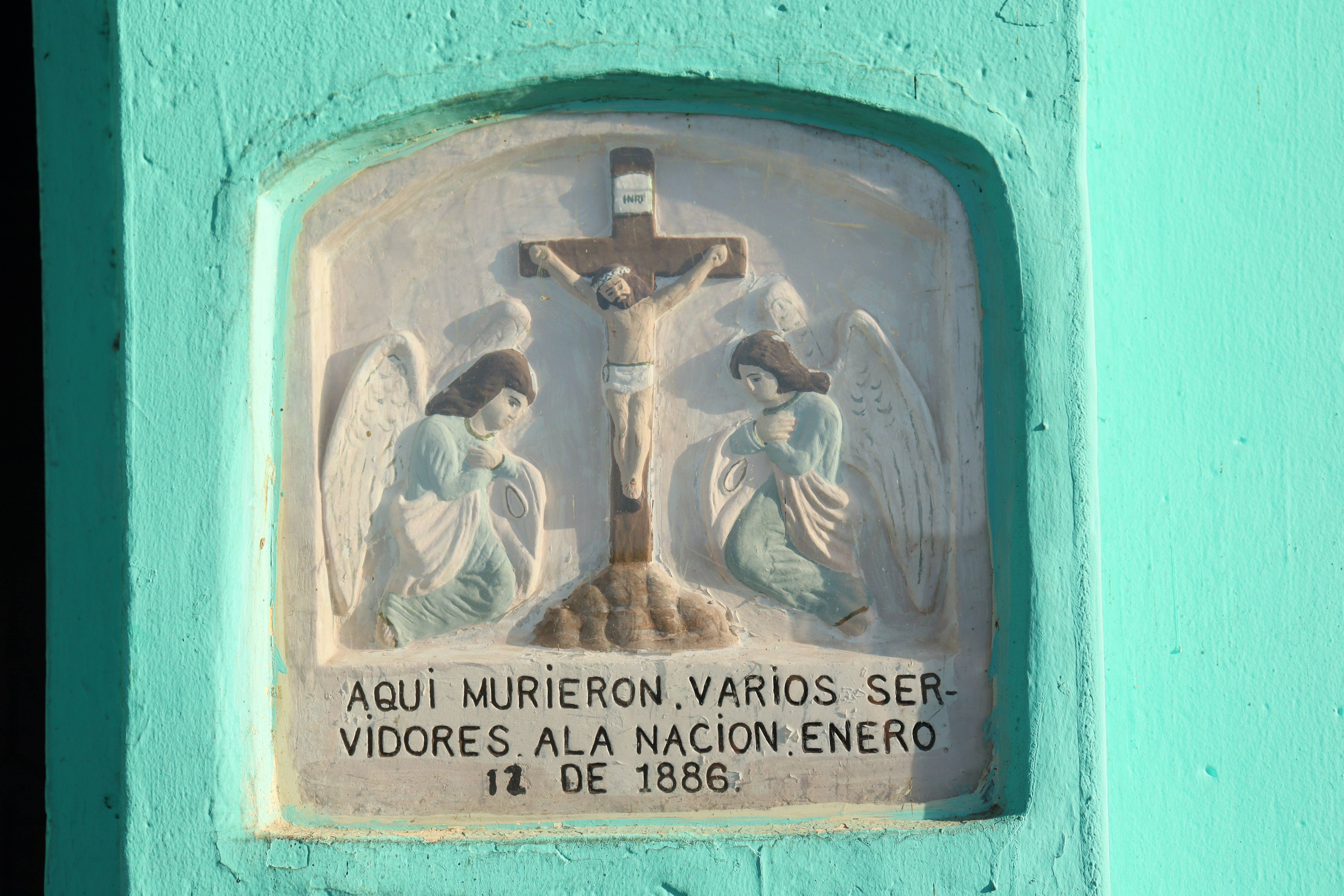
Inscripción conmemorativa

Muy cerca al lugar del accidente, en el lado izquierdo de la carretera Sullana – Paita, se construyó una capilla conocida como “Las ánimas descarriladas”. Actualmente se le conoce como la Capilla de “Las Ánimas del Descarrilamiento”. Esta capilla fue construida para rendir homenaje a los que perdieron la vida en esta tragedia.
Desde aquel momento el lugar se convirtió en una especie de santuario donde los lugareños, tanto de Viviate como de La Huaca, acuden en peregrinación, especialmente los días lunes; y los choferes que cubren la ruta Paita - Sullana - Paita, hacen un alto ahí para dejar un ramo de flores o un paquete de velas en agradecimiento por algún milagro.
El 12 de enero de cada año, en su aniversario, se conmemora con algún acto litúrgico y romería con lo que se mantiene viva una tradición.

### Rurales
- Río Chira
- Restos paleontológicos de la quebrada de los Carrasco
- Museo Polivalente Privado Elba Aranda de Sarango

## Personajes notables

### Luis Felipe Agurto

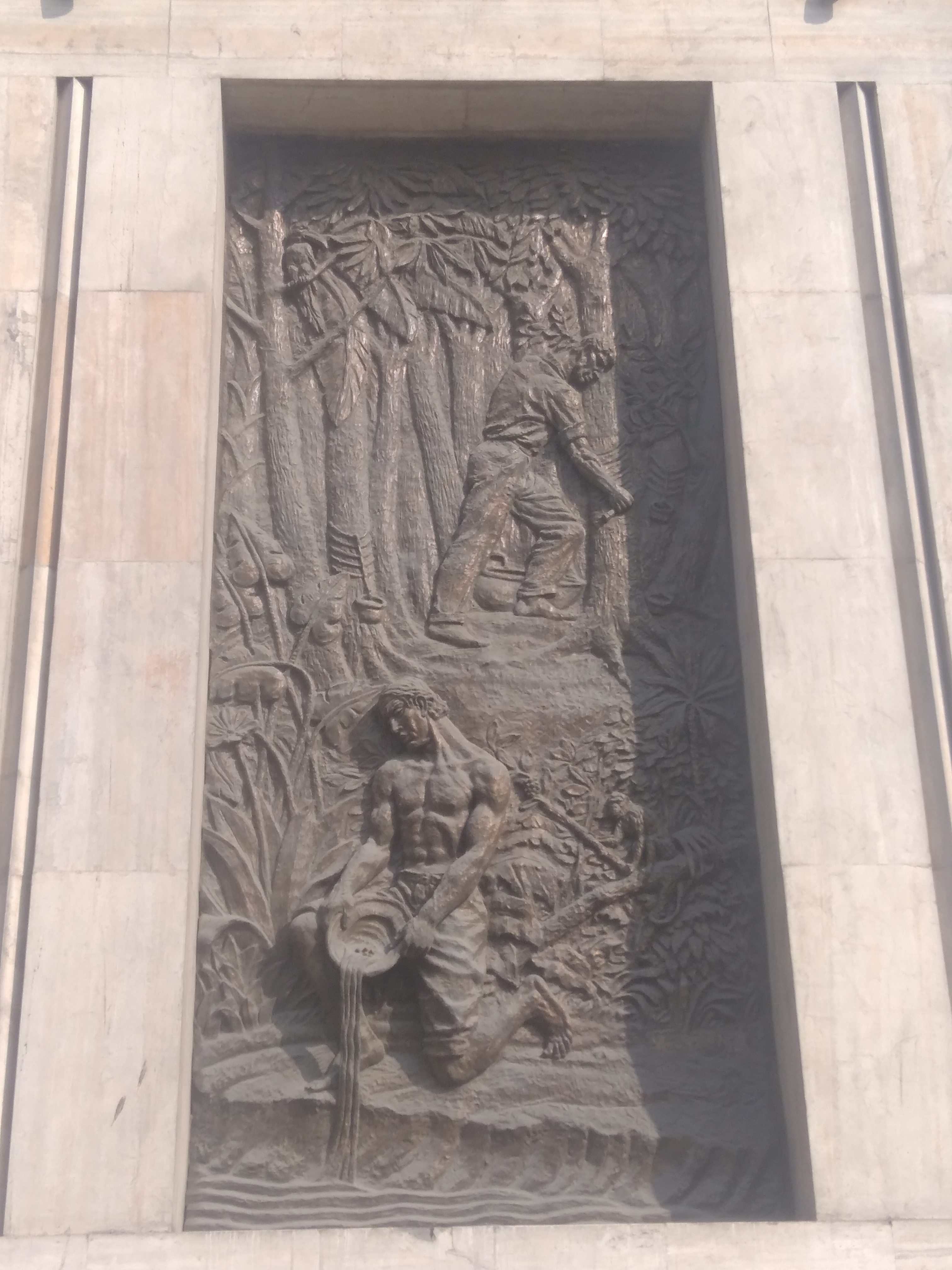
Bajorrelieves en el frontis de la sede del Ministerio Público de la avenida Abancay en Lima.

Luis Felipe Agurto Olaya (La Huaca, Paita, Perú, 9 de marzo de 1898 - Lima, 4 de junio de 1967) fue un escultor peruano reconocido a nivel nacional y regional. Se le consideró como escultor oficial del Estado en 1945. Entre sus obras se encuentran los bustos de Francisco Bolognesi, Miguel Grau, Garcilaso de la Vega, San Martín y Simón Bolívar.
Fue alumno de la Escuela de Artes y Oficios. En 1912 realizó un viaje de formación a París, becado por el gobierno peruano; allí ingresó a la Escuela de Bellas Artes y estudió bajo la dirección de Antonio Mercier (1913) y Augusto Rodin (1914). A su regreso fue profesor en la Escuela de Artes y Oficios (1917) y luego jefe del departamento de Bellas Artes (1921- 1932).
Fue autor de numerosos monumentos, efigies de próceres y personajes públicos en el Perú y el extranjero. Sus obras están en plazas y edificios de diversas ciudades del país. Destacan sus esculturas de: Andrés Avelino Cáceres (Lima), Miguel Grau (Piura), Leoncio Prado (Colegio Militar, Callao), Mariano Ignacio Prado (Iquitos), José Gálvez (Callao), Inca Garcilaso (Cuzco), Eugenio Garzón (Lima), Ricardo Palma (Miraflores), el Soldado Desconocido (Morro Solar, Chorrillos), y los relieves del frontis del ex Ministerio de Economía (Av. Abancay, Lima). También hay obras suyas en Bolivia, Venezuela, Colombia, México y Argentina. 

### Pablo Enrique Medina Sanginés

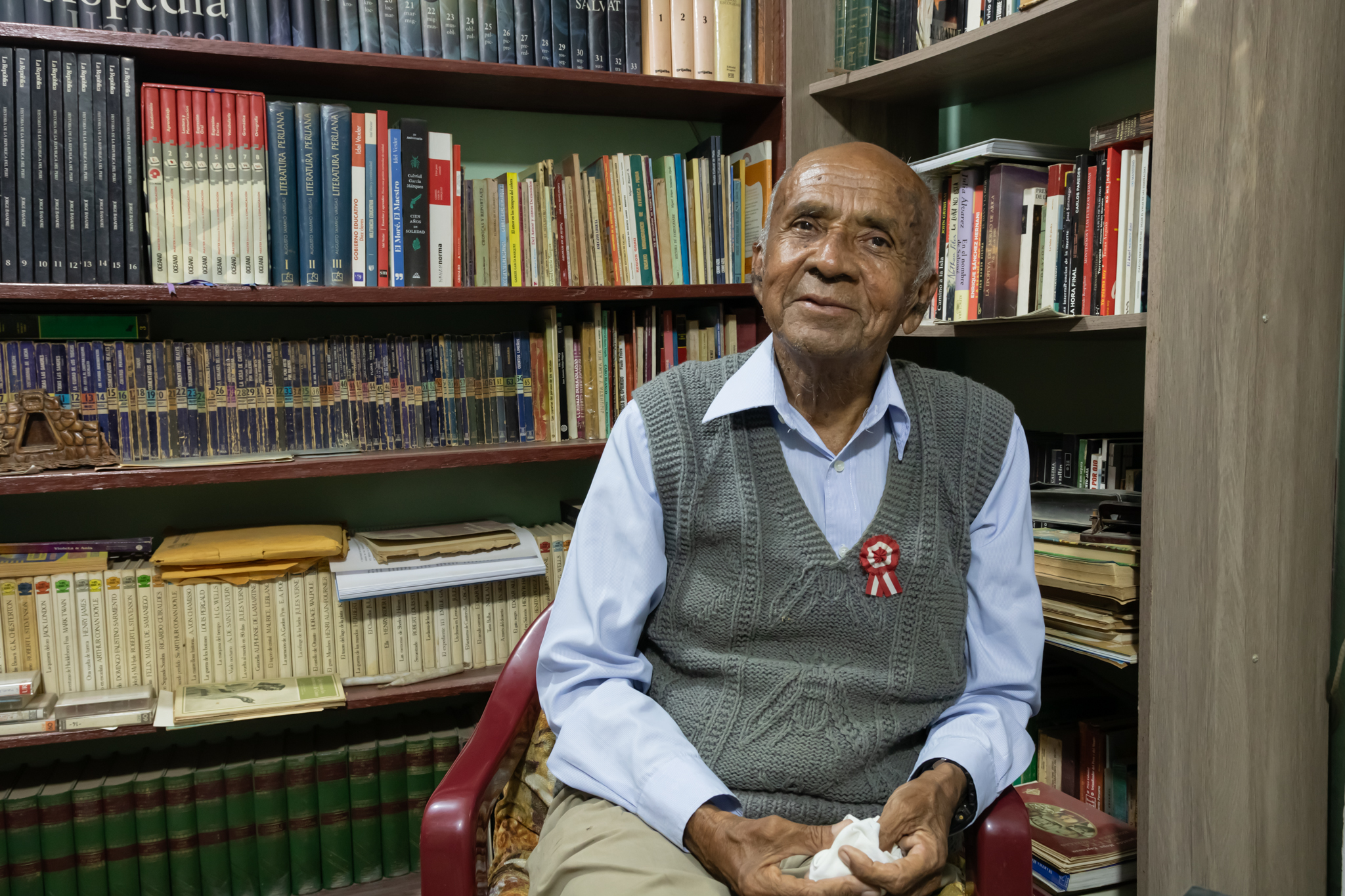
Pablo Enrique Sanginés en 2024.

Escritor e investigador, reconocido en tres oportunidades como personalidad ilustre La Huaca. Nació en el distrito de La Huaca (22 de julio,1944). Hijo de don Pablo Enrique Medina Ugartes y doña Cruz Sanginés Moran. Estudió primaria en la escuela pre-vocacional urbana N°13 de su tierra natal, donde por su aprovechamiento obtiene una beca por parte del estado para seguir estudios secundarios. Inició en el colegio nacional “San Francisco” de Paita, para luego trasladarse a la Gran Unidad Escolar “Ignacio Merino” de Talara, donde pone de manifiesto su vena literaria.
Al no poder seguir sus estudios superiores, ingresa en 1966, a trabajar como secretario tesorero en el colegio “Manuel Pio de Zuñiga y Ramirez” de La Huaca para pasar, en 1968 al consejo distrital de La Huaca como secretario encargado de los registros civiles.
Su primer libro fue un poemario, titulado Naturaleza hermosa y doliente. Sus cuentos se caracterizan por recoger las costumbres y la mítica de su pueblo.
En el campo de la narrativa ha participado en varios concursos. Sus cuentos premiados incluyen:
- En 1991: La quebrada de los burros encantados, La casa del fandango, El hombre  el perro", 3.er puesto y dos menciones honrosas en el II concurso de cuentos leyendas regionales, radio Cutivalú.
- En 1993: Caminando con Satán, mención honrosa en el IV concurso radio Cutivalú.
- En 1994: La promesa, 3.er puesto en el V concurso radio Cutivalú.

## Ciudades Hermanas
Loja, Ecuador